# Brochfael ap Elisedd
Brochfael ap Elisedd roi de Powys fl. dans la décennie 760

Brochfael ap Elisedd, hérite le trône de son père, Elisedd ap Gwylog. À sa mort il a comme successeur son fils , Cadell ap Brochfael. Son nom figure sous le forme Brochmail sur le Pilier d'Eliseg.